# آمریکایی‌های فنلاندی‌تبار
آمریکایی‌های فنلاندی‌تبار (فنلاندی: amerikansuomalaiset) شامل آمریکایی‌هایی هستند که اصالتشان ریشه در فنلاند یا مردم فنلاندی دارد که به ایالات متحده مهاجرت کرده و در آنجا اقامت دارند. جمعیت آمریکایی‌های فنلاندی‌تبار اندکی بیشتر از ۶۵۰٬۰۰۰ نفر است.